# Tower City (Dakota del Nord)
Tower City és una població dels Estats Units a l'estat de Dakota del Nord. Segons el cens del 2000 tenia 252 habitants.

## Demografia
Segons el cens del 2000, Tower City tenia 252 habitants, 107 habitatges, i 75 famílies. La densitat de població era de 46,8 hab./km².
Dels 107 habitatges en un 35,5% hi vivien nens de menys de 18 anys, en un 59,8% hi vivien parelles casades, en un 4,7% dones solteres, i en un 29,9% no eren unitats familiars. En el 26,2% dels habitatges hi vivien persones soles el 13,1% de les quals corresponia a persones de 65 anys o més que vivien soles. El nombre mitjà de persones vivint en cada habitatge era de 2,36 i el nombre mitjà de persones que vivien en cada família era de 2,87.
Per edats la població es repartia de la següent manera: un 27,4% tenia menys de 18 anys, un 4,4% entre 18 i 24, un 28,2% entre 25 i 44, un 24,6% de 45 a 60 i un 15,5% 65 anys o més.
L'edat mediana era de 38 anys. Per cada 100 dones de 18 o més anys hi havia 103,3 homes.
La renda mediana per habitatge era de 31.607 $ i la renda mediana per família de 41.250 $. Els homes tenien una renda mediana de 26.806 $ mentre que les dones 21.875 $. La renda per capita de la població era de 15.652 $. Entorn del 5,1% de les famílies i el 6,4% de la població estaven per davall del llindar de pobresa.

## Poblacions més properes
El següent diagrama mostra les poblacions més properes.